# Albaching
Albaching är en kommun och ort i Landkreis Rosenheim i Regierungsbezirk Oberbayern i förbundslandet Bayern i Tyskland.
Kommunen ingår i kommunalförbundet Pfaffing tillsammans med kommunen Pfaffing.